# Бадеев, Иосиф Исаакович
Ио́сиф Исаа́кович Баде́ев (при рождении Су́слик; 1880, Оргеев, Кишинёвский уезд, Бессарабская губерния — 11 октября 1937, Тирасполь, Молдавская АССР, УССР) — участник революционного подполья в Бессарабии, молдавский советский партийный деятель.
Первый председатель новообразованной 12 октября 1924 года Молдавской секции Одесского губкома (губернского комитета) КП(б)У (Коммунистической партии Украины) и секретарь партийного оргбюро (организационного бюро) Молдавской АССР (12 октября — 15 декабря 1924), первый ответственный секретарь Молдавского обкома (областного комитета) КП(б)У (15 декабря 1924 — 27 декабря 1928), член ЦК КП(б) Украины с 12 декабря 1924 по 5 июня 1930 года. Расстрелян в 1937 году, реабилитирован посмертно.

## Биография
Родился в бессарабском местечке Оргеев Кишинёвского уезда в январе 1880 года. Окончил сельскохозяйственную школу. В революционном движении города — с 1903 года, в 1903—1915 годах член Бунда, с 1917 года член РСДРП(б). В 1919 году был сотрудником разведуправления литовской стрелковой дивизии, в 1920 году работал в разведотделе Реввоенсовета 12-й армии.
Член Чрезвычайного бюро областного комитета РСДРП Бессарабской советской социалистической республики с 13 июня 1919 года. На прошедшей в Одессе с 7 по 11 июля 1919 года II областной конференции большевиков Бессарабии И. И. Бадеев был избран членом Чрезвычайного бюро Бессарабского партийного комитета (Беспарткома), который впоследствии возглавил. В 1920 году был переброшен на подпольную работу в Кишинёв и вскоре арестован сигуранцей, около полугода содержался в военной тюрьме Кишинёва. Позже неоднократно нелегально пересекал проходившую по Днестру государственную границу между Румынией и СССР. Один из руководителей Оргеевской подпольной коммунистической организации в составе КП Румынии, в 1921 году — делегат Третьего конгресса Коминтерна. Был назначен руководителем коминтерновского передаточного пункта № 3 в Тирасполе под эгидой Закордота, а после переименования отделения Закордота в Одессе в Бюро КП Бессарабии и Буковины оставлен начальником Тираспольского пункта связи Коминтерна. Руководил советско-партийной школой в Первомайске, в 1923 году стал заведующим Агитационно-пропагандистским отделом Николаевского окружного комитета КП(б) Украины.
В 1924 году переведён в Балту, избран секретарём партийного Организационного бюро Молдавской республики. После образования 12 октября того же года Молдавской АССР со столицей в Балте избран секретарём Молдавского обкома КП(б)У. С 1924 года до 5 июня 1930 года член ЦК КП(б)У и ЦИК Молдавской АССР. В 1924—1925 годах член Молдавского революционного комитета.
В начале декабря 1924 года И. И. Бадеев по поручению Организационного партийного бюро и Революционного комитета МАССР написал генеральному секретарю ЦК КП(б) Украины Э. И. Квирингу письмо, в котором заявлялось: «Мы считаем, что молдаване являются одной из ветвей романской расы и имеют право на национальное самоопределение». Был сторонником активной молдаванизации республики (продвижения национальных кадров во всех сферах руководства). Весной 1925 года по инициатиеа Политбюро ЦК КП(б)У была создана Бессарабская комиссия Коминтерна, в которую как секретарь Молдавского обкома партии вошёл и И. И. Бадеев.
После отставки с должности секретаря Молдавского обкома КП(б)У с конца декабря 1928 года — заведующий Организационным отделом Курского окружного комитета ВКП(б). В 1929—1937 годах — вновь на партийной и хозяйственной работе на Украине, работал директором совхоза, с 1932 года — на Харьковском тракторном заводе. Делегат XV съезда ВКП(б).
Арестован 2 сентября 1937 года в Мариуполе органами НКВД УкрССР по так называемой «румынской операции» (по этому же делу проходили Х. Б. Богопольский, С. Р. Лехтцир, Д. П. Милев, В. Я. Холостенко, Г. И. Старый). Осуждён к ВМН 8 октября 1937 года Комиссией наркома НКВД и Прокурора СССР; включён в расстрельный список на 139 человек, обвинённых в шпионской и диверсионной деятельности в пользу Румынии, от 8 октября 1937 года за подписями Н. И. Ежова и А. Я. Вышинского. Расстрелян вместе с другими осуждёнными 11 октября 1937 года во внутренней тюрьме в Тирасполе; расстрел осуществили начальник внутренней тюрьмы УГБ НКВД УССР, младший лейтенант государственной безопасности И. Г. Нагорный, оперативный секретарь НКВД Молдавской АССР Первухин и исполняющий должность инспектора VIII Отделения УГБ НКВД МАССР, младший лейтенант государственной безопасности Л. А. Докуцкий. Реабилитирован посмертно 4 апреля 1957 года.

## Семья
Жена — Ида Иосифовна (Осиповна) Бадеева (Суслик), участница подпольного коммунистического движения в Бессарабии.